# Satibarzanes
Satibarzanes (¿-329 a. C.) fue sátrapa persa de Aria.

## Contexto histórico
Satibarzanes era un noble iraní, probablemente persa, que había sido nombrado sátrapa de Aria, en el noreste del actual Irán. Sirvió a Darío III en la guerra contra el invasor macedonio Alejandro Magno, especialmente durante la Batalla de Gaugamela (1 de octubre del 331 a. C.), en la cual fue situado en el ala izquierda persa donde se enfrentó con el mismo Alejandro.
Alejandro ganó la batalla y Darío, junto con parte de su ejército, se retiró a Ecbatana, la capital de Media. Mientras tanto, Alejandro marchó a Babilonia, Susa y Persépolis, donde pasó el invierno. En la primavera del 330 a. C. marchó al norte con la esperanza de derrotar definitivamente a Darío.
El rey persa había estado esperando unos refuerzos que finalmente no llegaron. Decidió marchar a la parte este de un imperio ya desmembrado para encontrar nuevas tropas en Bactria, la satrapía al mando de Besos, quien parece que era familiar de Darío. Sin embargo los comandantes persas no confiaban ya en el rey. Cuando se movía a través de la Ruta de la seda hacia el este, Darío fue arrestado. Algunos días después, Alejandro llegó, lo que provocó el pánico en Besos y sus hombres. Finalmente, Satibarzanes y Barsaentes, sátrapa de Aracosia y Drangiana, asesinaron a Darío. Corría el mes de julio del 330 a. C.

## Rendición y rebelión de Satibarzanes
Los oficiales y el resto de la tropa volvieron a sus satrapías, proclamándose Besos nuevo rey bajo el nombre de Artajerjes V. Alejandro ocupó Hircania y continuó hacia el este, a Susia (la moderna Tus). Satibarzanes acudió entonces a Susia para anunciar su rendición.
Esto fue una victoria importante para los macedonios. Querían atacar a Besos, quien estaba en Bactria, y ahora podrían proceder a través del desierto de Kara Kum. Tras la rendición de Satibarzanes, Aria, en su flanco sur, era segura.
O al menos eso se pensaban. Estaban ya marchando hacia Bactria cuando se enteraron de que Satibarzanes se había rebelado. Alejandro se vio forzado a retroceder (octubre del 330 a. C.), cubriendo no menos de 110 km. en dos días. Lo único que podía hacer Satibarzanes era huir. Con su caballería, fue a encontrarse con Besos. Mientras tanto, miles de habitantes de Aria encontraron refugio en la cima de una montaña, que estaba siendo sitiada por el comandante Crátero. Crátero dejó el honor de finalizar el asedio y de tomar la fortaleza a Alejandro. Éste le pegó fuego a la cima, la cual estaba cubierta de árboles. Muchos arianos se tiraron ellos mismos contra las rocas.
Un segundo bastión ariano era la capital, Artacoana. De nuevo, Crátero inició el asedio y Alejandro lo finalizó. En las cercanías, fundó una nueva ciudad, Alejandría en Aria (Herat).
Había pasado un mes desde que Satibarzanes había iniciado su revuelta. Ahora ya era demasiado tarde para cruzar el desierto, porque Besos había tenido tiempo para preparar un ejército. Este hecho forzó a los macedonios a ir al sur, a Drangiana, donde podrían pasar el invierno.

## El fin del sátrapa
Cuando Alejandro llegaba al norte de esta satrapía, se enteró de que Satibarzanes había vuelto a Aria. Alejandro envió de vuelta a su oficial Erigio junto con Artabazo II, padre de su amante Barsine. Lo que pasó en el invierno no está nada claro, porque nuestras fuentes se centran en el rey, no es sus oficiales. Aun así, lo que sí es cierto es que Erigio mató a Satibarzanes en combate individual en la primavera del 329 a. C.